# Championnat de la CONCACAF des moins de 20 ans 2013
Navigation
Championnat CONCACAF 2011 Championnat CONCACAF 2015
Le Championnat de la CONCACAF des moins de 20 ans 2013, vingt-quatrième édition du Championnat d'Amérique du Nord, centrale et Caraïbe de football des moins de 20 ans, réunit douze sélections de football d'Amérique du Nord, d'Amérique centrale et des Caraïbes affiliées à la CONCACAF. La compétition se déroule au Mexique du 18 février au 3 mars 2013.
La compétition sert aussi de phase qualificative pour quatre équipes pour la Coupe du monde des moins de 20 ans 2013, tenue en Turquie du 21 juin au 13 juillet 2013. Le Mexique, qui remet son titre en jeu glané en 2011, conserve le trophée après avoir disposé des États-Unis en finale. En plus de ces deux équipes, le Salvador et Cuba sont également qualifiés pour la Coupe du monde des moins de 20 ans 2013.

## Équipes qualifiées
| Pays       | Qualification                                    | Date             | Participations                               | Meilleur résultat                                                                 | Dernière participation (résultat obtenu) |
| ---------- | ------------------------------------------------ | ---------------- | -------------------------------------------- | --------------------------------------------------------------------------------- | ---------------------------------------- |
| Mexique    | Hôte                                             | 10 avril 2012    | +23,                                         | Vainqueur (11) · 1962, 1970, 1973, 1974, 1976, 1978, 1980, 1984, 1990, 1992, 2011 | 2011 (Vainqueur)                         |
| Canada     | Automatique (NAFU)                               |                  | +19,                                         | Vainqueur (2) · 1986, 1996                                                        | 2011 (Septième)                          |
| États-Unis | Automatique (NAFU)                               | +21,             | Finaliste (5) · 1980, 1982, 1986, 1992, 2009 | 2011 (Cinquième)                                                                  |                                          |
| Costa Rica | Tournoi qualificatif d'Amérique centrale (UNCAF) | 21 juillet 2012  | +18,                                         | Vainqueur (2) · 1988, 2009                                                        | 2011 (Finaliste)                         |
| Salvador   | Tournoi qualificatif d'Amérique centrale (UNCAF) | 29 juillet 2012  | +14,                                         | Vainqueur (1) · 1964                                                              | 2009 (Septième)                          |
| Nicaragua  | Tournoi qualificatif d'Amérique centrale (UNCAF) | 21 juillet 2012  | +9,                                          | Cinquième (1) 1973                                                                | 1996 (Douzième)                          |
| Panama     | Tournoi qualificatif d'Amérique centrale (UNCAF) | 29 juillet 2012  | +8,                                          | Quatrième (1) 2011                                                                | 2011 (Quatrième)                         |
| Haïti      | Tournoi qualificatif caribéen (CFU)              | 9 novembre 2012  | +6,                                          | Cinquième (2) 2003, 2007                                                          | 2007 (Cinquième)                         |
| Jamaïque   | Tournoi qualificatif caribéen (CFU)              | 10 novembre 2012 | +18,                                         | Troisième (1) · 1970                                                              | 2011 (Dixième)                           |
| Porto Rico | Tournoi qualificatif caribéen (CFU)              | 9 novembre 2012  | +7,                                          | Dixième (1) 1978                                                                  | 1984 (Seizième)                          |
| Cuba       | Tournoi qualificatif caribéen (CFU)              | 10 novembre 2012 | +11,                                         | Troisième (1) · 1973                                                              | 2011 (Huitième)                          |
| Curaçao    | Tournoi qualificatif caribéen (CFU)              | 10 novembre 2012 | +1,                                          | Première participation                                                            | Première participation                   |

## Villes et stades
Le 10 avril 2012, la CONCACAF annonce que le Mexique accueillera la compétition tenue en février et mars 2013.
| Puebla | Puebla                   |
| --- | ------------------------ |
| Stade Cuauhtémoc | Stade Universitario BUAP |
| Capacité : 49 000 | Capacité : 20 700        |
| |                          |
| [[Fichier:Mexico location map.svg\|300px\|{{#if:\|{{{alt}}}\|Championnat de la CONCACAF des moins de 20 ans 2013 est dans la page Mexique.]]Puebla Championnat de la CONCACAF des moins de 20 ans 2013 (Mexique) |                          |

## Tirage au sort
Le tirage au sort a lieu le 21 novembre 2012 avec trois chapeaux de quatre équipes dont la logique de répartition n'est pas mentionnée par la CONCACAF.

## Phase de groupes

### Groupe A
|   | Équipe     | Pts | J | G | N | P | Bp | Bc | Diff |
| - | ---------- | --- | - | - | - | - | -- | -- | ---- |
| 1 | États-Unis | 6   | 2 | 2 | 0 | 0 | 3  | 1  | +2   |
| 2 | Costa Rica | 3   | 2 | 1 | 0 | 1 | 1  | 1  | 0    |
| 3 | Haïti      | 0   | 2 | 0 | 0 | 2 | 1  | 3  | -2   |

| Journée 1       | Haïti         | 1 - 2   | États-Unis                 | Stade Universitario BUAP, Puebla             |                                              |
| 18 février 2013 | Jean-Dany 49e | (0 - 2) | 3e (pen.) Gil · 26e Cuevas | Spectateurs : 3 827 Arbitrage : Jafeth Perea | Spectateurs : 3 827 Arbitrage : Jafeth Perea |
| 18 février 2013 | Rapport       |         |                            | Spectateurs : 3 827 Arbitrage : Jafeth Perea | Spectateurs : 3 827 Arbitrage : Jafeth Perea |

| Journée 2       | Costa Rica | 1 - 0   | Haïti | Stade Universitario BUAP, Puebla            |                                             |
| 20 février 2013 | Ruiz 22e   | (1 - 0) |       | Spectateurs : 3 128 Arbitrage : Óscar Reyna | Spectateurs : 3 128 Arbitrage : Óscar Reyna |
| 20 février 2013 | Rapport    |         |       | Spectateurs : 3 128 Arbitrage : Óscar Reyna | Spectateurs : 3 128 Arbitrage : Óscar Reyna |

| Journée 3       | États-Unis     | 1 - 0   | Costa Rica | Stade Universitario BUAP, Puebla                  |                                                   |
| 22 février 2013 | Villarreal 63e | (0 - 0) |            | Spectateurs : 3 123 Arbitrage : Enrico Wijngaarde | Spectateurs : 3 123 Arbitrage : Enrico Wijngaarde |
| 22 février 2013 | Rapport        |         |            | Spectateurs : 3 123 Arbitrage : Enrico Wijngaarde | Spectateurs : 3 123 Arbitrage : Enrico Wijngaarde |

### Groupe B
|   | Équipe    | Pts | J | G | N | P | Bp | Bc | Diff |
| - | --------- | --- | - | - | - | - | -- | -- | ---- |
| 1 | Cuba      | 6   | 2 | 2 | 0 | 0 | 5  | 1  | +4   |
| 2 | Canada    | 3   | 2 | 1 | 0 | 1 | 6  | 3  | +3   |
| 3 | Nicaragua | 0   | 2 | 0 | 0 | 2 | 1  | 8  | -7   |

| Journée 1       | Cuba          | 2 - 1   | Canada      | Stade Universitario BUAP, Puebla                      |                                                       |
| 18 février 2013 | Reyes 69e 78e | (0 - 0) | 90e Vukovic | Spectateurs : 3 827 Arbitrage : José Alfredo Peñaloza | Spectateurs : 3 827 Arbitrage : José Alfredo Peñaloza |
| 18 février 2013 | Rapport       |         |             | Spectateurs : 3 827 Arbitrage : José Alfredo Peñaloza | Spectateurs : 3 827 Arbitrage : José Alfredo Peñaloza |

| Journée 2       | Nicaragua | 0 - 3   | Cuba                           | Stade Universitario BUAP, Puebla                |                                                 |
| 20 février 2013 |           | (0 - 1) | 28e Diz · 47e Luis · 64e Reyes | Spectateurs : 3 128 Arbitrage : Sherwin Johnson | Spectateurs : 3 128 Arbitrage : Sherwin Johnson |
| 20 février 2013 | Rapport   |         |                                | Spectateurs : 3 128 Arbitrage : Sherwin Johnson | Spectateurs : 3 128 Arbitrage : Sherwin Johnson |

| Journée 3       | Canada                                                           | 5 - 1   | Nicaragua        | Stade Universitario BUAP, Puebla              |                                               |
| 22 février 2013 | Piette 6e · Clarke 28e 53e · Eustaquio 38e (pen.) · McKendry 63e | (3 - 1) | 45e (pen.) Pavón | Spectateurs : 3 123 Arbitrage : Javier Santos | Spectateurs : 3 123 Arbitrage : Javier Santos |
| 22 février 2013 | Rapport                                                          |         |                  | Spectateurs : 3 123 Arbitrage : Javier Santos | Spectateurs : 3 123 Arbitrage : Javier Santos |

### Groupe C
|   | Équipe     | Pts | J | G | N | P | Bp | Bc | Diff |
| - | ---------- | --- | - | - | - | - | -- | -- | ---- |
| 1 | Panama     | 6   | 2 | 2 | 0 | 0 | 8  | 0  | +8   |
| 2 | Jamaïque   | 3   | 2 | 1 | 0 | 1 | 4  | 5  | -1   |
| 3 | Porto Rico | 0   | 2 | 0 | 0 | 2 | 1  | 8  | -7   |

| Journée 1       | Porto Rico | 1 - 4   | Jamaïque                                 | Stade Cuauhtémoc, Puebla                   |                                            |
| 19 février 2013 | Strain 22e | (1 - 1) | 8e Holness · 60e Lowe · 69e 82e Anderson | Spectateurs : 21 000 Arbitrage : Hugo Cruz | Spectateurs : 21 000 Arbitrage : Hugo Cruz |
| 19 février 2013 | Rapport    |         |                                          | Spectateurs : 21 000 Arbitrage : Hugo Cruz | Spectateurs : 21 000 Arbitrage : Hugo Cruz |

| Journée 2       | Panama                                      | 4 - 0   | Porto Rico | Stade Cuauhtémoc, Puebla                    |                                             |
| 21 février 2013 | Ramírez 10e 87e · Chen 84e · González 90+2e | (1 - 0) |            | Spectateurs : 4 635 Arbitrage : Dave Gantar | Spectateurs : 4 635 Arbitrage : Dave Gantar |
| 21 février 2013 | Rapport                                     |         |            | Spectateurs : 4 635 Arbitrage : Dave Gantar | Spectateurs : 4 635 Arbitrage : Dave Gantar |

| Journée 3       | Jamaïque | 0 - 4   | Panama                                      | Stade Cuauhtémoc, Puebla                         |                                                  |
| 23 février 2013 |          | (0 - 1) | 45e 57e Ramírez · 79e Piggott · 84e Jiménez | Spectateurs : 12 886 Arbitrage : Edvin Jurisevic | Spectateurs : 12 886 Arbitrage : Edvin Jurisevic |
| 23 février 2013 | Rapport  |         |                                             | Spectateurs : 12 886 Arbitrage : Edvin Jurisevic | Spectateurs : 12 886 Arbitrage : Edvin Jurisevic |

### Groupe D
|   | Équipe   | Pts | J | G | N | P | Bp | Bc | Diff |
| - | -------- | --- | - | - | - | - | -- | -- | ---- |
| 1 | Mexique  | 6   | 2 | 2 | 0 | 0 | 6  | 0  | +6   |
| 2 | Salvador | 3   | 2 | 1 | 0 | 1 | 2  | 4  | -2   |
| 3 | Curaçao  | 0   | 2 | 0 | 0 | 2 | 1  | 5  | -4   |

| Journée 1       | Mexique                    | 3 - 0   | Curaçao | Stade Cuauhtémoc, Puebla                     |                                              |
| 19 février 2013 | Corona 21e 33e · Bueno 35e | (3 - 0) |         | Spectateurs : 34 236 Arbitrage : Dave Gantar | Spectateurs : 34 236 Arbitrage : Dave Gantar |
| 19 février 2013 | Rapport                    |         |         | Spectateurs : 34 236 Arbitrage : Dave Gantar | Spectateurs : 34 236 Arbitrage : Dave Gantar |

| Journée 2       | Salvador              | 2 - 1   | Curaçao      | Stade Cuauhtémoc, Puebla                           |                                                    |
| 21 février 2013 | Ayala 25e · Mejía 65e | (1 - 0) | 76e Merencia | Spectateurs : 4 618 Arbitrage : Raúl Castro Zuniga | Spectateurs : 4 618 Arbitrage : Raúl Castro Zuniga |
| 21 février 2013 | Rapport               |         |              | Spectateurs : 4 618 Arbitrage : Raúl Castro Zuniga | Spectateurs : 4 618 Arbitrage : Raúl Castro Zuniga |

| Journée 3    | Mexique                                    | 3 - 0   | Salvador | Stade Cuauhtémoc, Puebla                   |                                            |
| février 2013 | Escoboza 15e · Gómez 53e · Ayala 87e (csc) | (1 - 0) |          | Spectateurs : 37 302 Arbitrage : Hugo Cruz | Spectateurs : 37 302 Arbitrage : Hugo Cruz |
| février 2013 | Rapport                                    |         |          | Spectateurs : 37 302 Arbitrage : Hugo Cruz | Spectateurs : 37 302 Arbitrage : Hugo Cruz |

## Tableau final
|  | Quarts de finale   | Quarts de finale   | Quarts de finale   | Quarts de finale   |            |            | Demi-finales   | Demi-finales   | Demi-finales                  | Demi-finales                  |                               |                               | Finale         | Finale         | Finale         | Finale         |
|  |                    |                    |                    |                    |            |            |                |                |                               |                               |                               |                               |                |                |                |                |
|  | 26 février, Puebla | 26 février, Puebla | 26 février, Puebla | 26 février, Puebla |            |            | 1 mars, Puebla | 1 mars, Puebla | 1 mars, Puebla                | 1 mars, Puebla                |                               |                               | 3 mars, Puebla | 3 mars, Puebla | 3 mars, Puebla | 3 mars, Puebla |
|  | 26 février, Puebla | 26 février, Puebla | 26 février, Puebla | 26 février, Puebla |            |            | 1 mars, Puebla | 1 mars, Puebla | 1 mars, Puebla                | 1 mars, Puebla                |                               |                               | 3 mars, Puebla | 3 mars, Puebla | 3 mars, Puebla | 3 mars, Puebla |
|  | États-Unis         | États-Unis         | 4                  | 4                  |            |            | 1 mars, Puebla | 1 mars, Puebla | 1 mars, Puebla                | 1 mars, Puebla                |                               |                               | 3 mars, Puebla | 3 mars, Puebla | 3 mars, Puebla | 3 mars, Puebla |
|  | États-Unis         | États-Unis         | 4                  | 4                  |            |            | 1 mars, Puebla | 1 mars, Puebla | 1 mars, Puebla                | 1 mars, Puebla                |                               |                               | 3 mars, Puebla | 3 mars, Puebla | 3 mars, Puebla | 3 mars, Puebla |
|  | Canada             | Canada             | 2                  | 2                  |            |            | 1 mars, Puebla | 1 mars, Puebla | 1 mars, Puebla                | 1 mars, Puebla                |                               |                               | 3 mars, Puebla | 3 mars, Puebla | 3 mars, Puebla | 3 mars, Puebla |
|  | Canada             | Canada             | 2                  | 2                  | États-Unis | États-Unis | 2              | 2              |                               |                               |                               |                               | 3 mars, Puebla | 3 mars, Puebla | 3 mars, Puebla | 3 mars, Puebla |
|  | 26 février, Puebla |                    |                    |                    | États-Unis | États-Unis | 2              | 2              |                               |                               |                               |                               | 3 mars, Puebla | 3 mars, Puebla | 3 mars, Puebla | 3 mars, Puebla |
|  |                    |                    | Cuba               | Cuba               | 0          | 0          |                |                |                               |                               |                               |                               | 3 mars, Puebla | 3 mars, Puebla | 3 mars, Puebla | 3 mars, Puebla |
|  | Cuba               | Cuba               | Cuba               | Cuba               | 0          | 0          | 2              | 2              |                               |                               |                               |                               | 3 mars, Puebla | 3 mars, Puebla | 3 mars, Puebla | 3 mars, Puebla |
|  | Cuba               | Cuba               | 1 mars, Puebla     |                    |            |            | 2              | 2              |                               |                               |                               |                               | 3 mars, Puebla | 3 mars, Puebla | 3 mars, Puebla | 3 mars, Puebla |
|  | Costa Rica         | Costa Rica         | 1                  | 1                  |            |            |                |                |                               |                               |                               |                               | 3 mars, Puebla | 3 mars, Puebla | 3 mars, Puebla | 3 mars, Puebla |
|  | Costa Rica         | Costa Rica         | 1                  | 1                  | États-Unis | États-Unis | 1              | 1              |                               |                               |                               |                               |                |                |                |                |
|  | 27 février, Puebla |                    |                    |                    | États-Unis | États-Unis | 1              | 1              |                               |                               |                               |                               |                |                |                |                |
|  |                    |                    | Mexique a. p.      | Mexique a. p.      | 3          | 3          |                |                |                               |                               |                               |                               |                |                |                |                |
|  | Panama             | Panama             | Mexique a. p.      | Mexique a. p.      | 3          | 3          | 1              | 1              |                               |                               |                               |                               |                |                |                |                |
|  | Panama             | Panama             |                    |                    |            |            |                |                |                               |                               |                               |                               |                |                |                |                |
|  | Salvador           | Salvador           | 3                  | 3                  |            |            |                |                |                               |                               |                               |                               |                |                |                |                |
|  | Salvador           | Salvador           | 3                  | 3                  | Salvador   | Salvador   | 0              | 0              | Match pour la troisième place | Match pour la troisième place | Match pour la troisième place | Match pour la troisième place |                |                |                |                |
|  | 27 février, Puebla |                    |                    |                    | Salvador   | Salvador   | 0              | 0              | Match pour la troisième place | Match pour la troisième place | Match pour la troisième place | Match pour la troisième place |                |                |                |                |
|  |                    |                    | Mexique            | Mexique            | 2          | 2          |                |                | 3 mars, Puebla                | 3 mars, Puebla                | 3 mars, Puebla                | 3 mars, Puebla                |                |                |                |                |
|  | Mexique            | Mexique            | Mexique            | Mexique            | 2          | 2          | 4              | 4              | 3 mars, Puebla                | 3 mars, Puebla                | 3 mars, Puebla                | 3 mars, Puebla                |                |                |                |                |
|  | Mexique            | Mexique            |                    |                    |            |            |                | 4              |                               |                               | 0 Cuba                        | 0 Cuba                        | 0              | 0              |                |                |
|  | Jamaïque           | Jamaïque           | 0                  | 0                  |            |            |                |                |                               |                               | 0 Cuba                        | 0 Cuba                        | 0              | 0              |                |                |
|  | Jamaïque           | Jamaïque           | 0                  | 0                  | 0 Salvador | 0 Salvador | 1              | 1              |                               |                               |                               |                               |                |                |                |                |
|  |                    |                    |                    |                    |            |            |                |                |                               |                               |                               |                               |                |                |                |                |

### Quarts de finale
| 26 février 2013 | États-Unis                                 | 4 - 2   | Canada                    | Stade Universitario BUAP, Puebla              |                                               |
|                 | Gil 29e · Villarreal 40e 54e · Trapp 45+1e | (3 - 1) | 23e Carreiro · 64e Piette | Spectateurs : 1 500 Arbitrage : Javier Santos | Spectateurs : 1 500 Arbitrage : Javier Santos |
|                 | Rapport                                    |         |                           | Spectateurs : 1 500 Arbitrage : Javier Santos | Spectateurs : 1 500 Arbitrage : Javier Santos |

| 26 février 2013 | Cuba              | 2 - 1   | Costa Rica  | Stade Universitario BUAP, Puebla                      |                                                       |
|                 | Hernández 13e 80e | (1 - 1) | 40e Ramírez | Spectateurs : 1 685 Arbitrage : José Alfredo Peñaloza | Spectateurs : 1 685 Arbitrage : José Alfredo Peñaloza |
|                 | Rapport           |         |             | Spectateurs : 1 685 Arbitrage : José Alfredo Peñaloza | Spectateurs : 1 685 Arbitrage : José Alfredo Peñaloza |

| 27 février 2013 | Panama      | 1 - 3   | Salvador                       | Stade Cuauhtémoc, Puebla                        |                                                 |
|                 | Jiménez 33e | (1 - 0) | 55e 90+3e Henríquez · 80e Peña | Spectateurs : 9 980 Arbitrage : Edvin Jurisevic | Spectateurs : 9 980 Arbitrage : Edvin Jurisevic |
|                 | Rapport     |         |                                | Spectateurs : 9 980 Arbitrage : Edvin Jurisevic | Spectateurs : 9 980 Arbitrage : Edvin Jurisevic |

| 27 février 2013 | Mexique                                              | 4 - 0   | Jamaïque | Stade Cuauhtémoc, Puebla                   |                                            |
|                 | Zamorano 12e · Bueno 43e · Flores 67e · Escoboza 75e | (2 - 0) |          | Spectateurs : 39 700 Arbitrage : Hugo Curz | Spectateurs : 39 700 Arbitrage : Hugo Curz |
|                 | Rapport                                              |         |          | Spectateurs : 39 700 Arbitrage : Hugo Curz | Spectateurs : 39 700 Arbitrage : Hugo Curz |

### Demi-finales
| 1er mars 2013 | États-Unis                | 2 - 0   | Cuba | Stade Cuauhtémoc, Puebla                   |                                            |
|               | Rodríguez 7e · Cuevas 10e | (2 - 0) |      | Spectateurs : 10 568 Arbitrage : Hugo Cruz | Spectateurs : 10 568 Arbitrage : Hugo Cruz |
|               | Rapport                   |         |      | Spectateurs : 10 568 Arbitrage : Hugo Cruz | Spectateurs : 10 568 Arbitrage : Hugo Cruz |

| 1er mars 2013 | Salvador | 0 - 2   | Mexique         | Stade Cuauhtémoc, Puebla                     |                                              |
|               |          | (0 - 0) | 76e 84e Briseño | Spectateurs : 33 525 Arbitrage : Óscar Reyna | Spectateurs : 33 525 Arbitrage : Óscar Reyna |
|               | Rapport  |         |                 | Spectateurs : 33 525 Arbitrage : Óscar Reyna | Spectateurs : 33 525 Arbitrage : Óscar Reyna |

### Match pour la troisième place
| 3 mars 2013 | Cuba    | 0 - 1   | Salvador       | Stade Cuauhtémoc, Puebla                            |                                                     |
|             |         | (0 - 0) | 90+1e González | Spectateurs : 17 140 Arbitrage : Raúl Castro Zuniga | Spectateurs : 17 140 Arbitrage : Raúl Castro Zuniga |
|             | Rapport |         |                | Spectateurs : 17 140 Arbitrage : Raúl Castro Zuniga | Spectateurs : 17 140 Arbitrage : Raúl Castro Zuniga |

### Finale
| 3 mars 2013 | États-Unis      | 1 - 3 a. p.           | Mexique                                          | Stade Cuauhtémoc, Puebla                           |                                                    |
|             | Joya 10e (pen.) | (1 - 1, 1 - 1, 1 - 2) | 4e Corona · 100e Gómez · 113e (pen.) Espericueta | Spectateurs : 41 621 Arbitrage : Enrico Wijngaarde | Spectateurs : 41 621 Arbitrage : Enrico Wijngaarde |
|             | Rapport         |                       |                                                  | Spectateurs : 41 621 Arbitrage : Enrico Wijngaarde | Spectateurs : 41 621 Arbitrage : Enrico Wijngaarde |

| Vainqueur du Championnat de la CONCACAF des moins de 20 ans 2013 Mexique 12e titre |

## Classement final
|    | Équipe     | Pts | J | G | N | P | Bp | Bc | Diff | Final                       |
| -- | ---------- | --- | - | - | - | - | -- | -- | ---- | --------------------------- |
| 1  | Mexique    | 15  | 5 | 5 | 0 | 0 | 15 | 1  | +14  | Champion                    |
| 2  | États-Unis | 12  | 5 | 4 | 0 | 1 | 10 | 6  | +4   | Finaliste                   |
| 3  | Salvador   | 9   | 5 | 3 | 0 | 2 | 6  | 7  | -1   | Troisième                   |
| 4  | Cuba       | 9   | 5 | 3 | 0 | 2 | 7  | 5  | +2   | Quatrième                   |
| 5  | Panama     | 6   | 3 | 2 | 0 | 1 | 9  | 3  | +6   | Éliminé en quarts de finale |
| 6  | Canada     | 3   | 3 | 1 | 0 | 2 | 8  | 7  | +1   | Éliminé en quarts de finale |
| 7  | Costa Rica | 3   | 3 | 1 | 0 | 2 | 4  | 9  | -5   | Éliminé en quarts de finale |
| 8  | Jamaïque   | 3   | 3 | 1 | 0 | 2 | 4  | 9  | -5   | Éliminé en quarts de finale |
| 9  | Haïti      | 0   | 2 | 0 | 0 | 2 | 1  | 3  | -2   | Éliminé en phase de groupes |
| 10 | Curaçao    | 0   | 2 | 0 | 0 | 2 | 1  | 5  | -4   | Éliminé en phase de groupes |
| 11 | Nicaragua  | 0   | 2 | 0 | 0 | 2 | 1  | 8  | -7   | Éliminé en phase de groupes |
| 12 | Porto Rico | 0   | 2 | 0 | 0 | 2 | 1  | 8  | -7   | Éliminé en phase de groupes |